# 1942 RJ
1942 RJ är en asteroid i huvudbältet som upptäcktes den 7 september 1942 av den finska astronomen Liisi Oterma vid Storheikkilä observatorium.
Asteroiden har en diameter på ungefär 6 kilometer.